# Bschuschi
Der Bschuschi (georgisch ბჟუჟი) ist ein etwa 35 km langer linker Nebenfluss des Natanebi in den Regionen Adscharien und Gurien in Georgien.

## Verlauf
Der Bschuschi entspringt am Nordhang des 2598 m hohen Berges Chino im Meschetischen Gebirge. Das Quellgebiet liegt auf einer Höhe von etwa 2350 m im Osten der Region Adscharien. Der Bschuschi fließt anfangs 20 km in überwiegend nördlicher Richtung durch das Bergland. Anschließend wendet er sich in Richtung Westnordwest und durchquert eine Beckenlandschaft im Süden der Region Gurien. An seinem Flusslauf liegt der Kurort Gomismata sowie die Dörfer Gomi, Gonebiskari, Tsitelmta, Schemokmedi, Kwiriketi und Kwemo Makwaneti. 5 km oberhalb der Mündung trifft der Adschiszqali von Süden kommend auf den Bschuschi. Der Bschuschi fließt südlich an der Stadt Osurgeti vorbei und mündet wenig später in den Natanebi.

## Hydrologie
Der durchschnittliche jährliche Abfluss an der Mündung beträgt 14,3 m³/s. Die Hauptzuflüsse des Bschuschi bilden die Kolova und der Adschiszqali.

## Wasserkraftnutzung
4 km südlich von Gomi befindet sich das 1956 fertiggestellte und mittlerweile veraltete Wasserkraftwerk Bschuschi mit einer installierten Leistung von 12 MW. An einem Wehr  wird das Wasser abgeleitet. Es gelangt über eine 2,72 km lange Leitung sowie eine anschließende 786 m lange Druckleitung zum Kraftwerkshaus . Die Fallhöhe beträgt 291 m.

## Freizeitaktivitäten
Seit 2016 finden auf dem Bschuschi bei Gomi die jährlichen Meisterschaften im Extremkajakfahren statt.